# Птица из Саккары

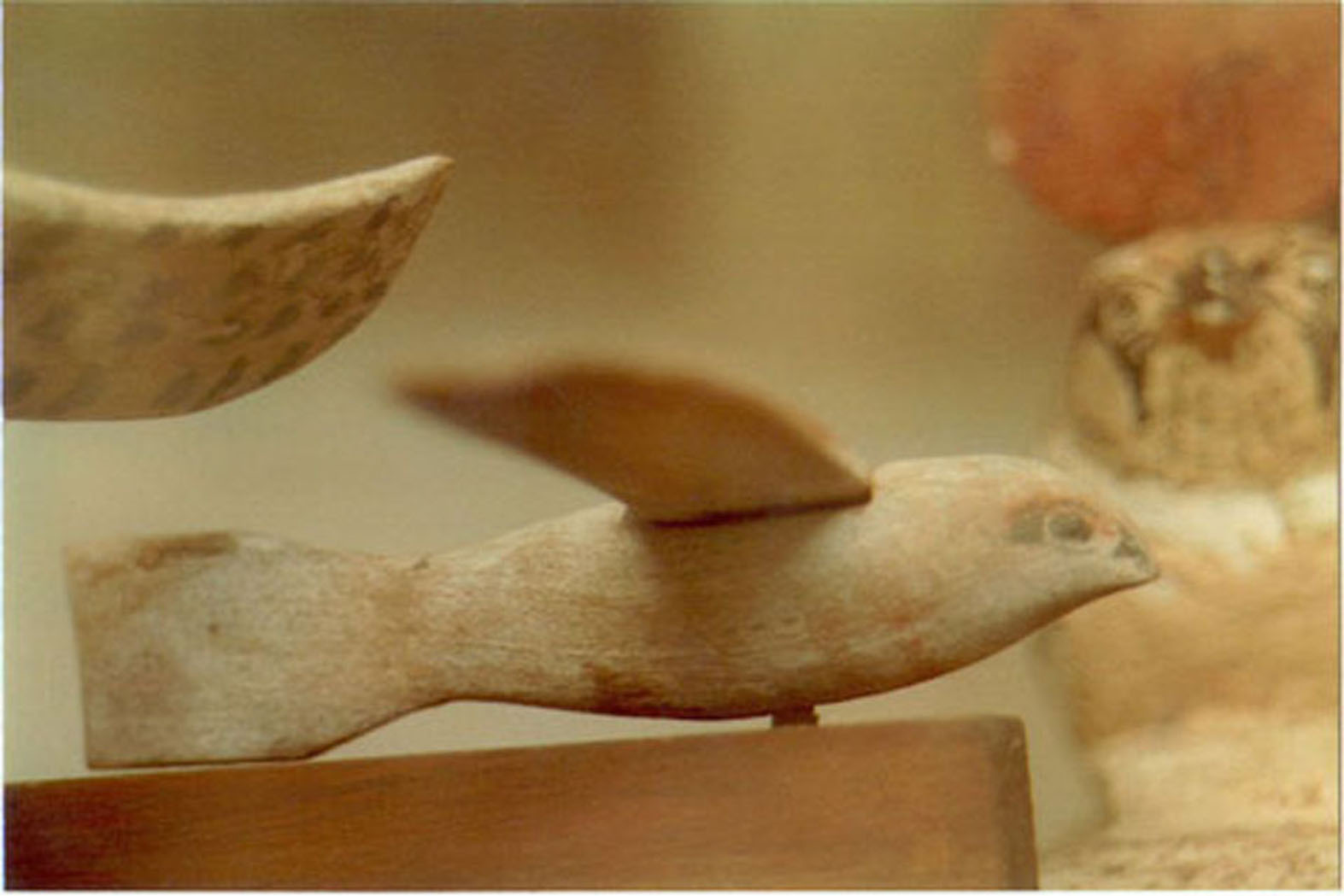
Модель саккарской птицы.

Птица из Саккары — фигурка из сикоморового дерева, обнаруженная в 1898 году при раскопке одного из могильников Саккары. В общих чертах напоминает птицу без клюва, оперения и нижних конечностей. Ныне экспонируется в Каирском музее и датируется III—II вв. до н. э.
«Саккарская птица» получила широкую известность, когда каирский египтолог-любитель Халиль Мессиха (Khalil Messiha), обнаружив фигурку в музейных запасниках, заявил в 1972 году, что она представляет собой модель древнего летательного аппарата (планёра), который, по его мнению, просто не сохранился до наших дней или пока не найден. Отсутствие необходимого для полёта горизонтального оперения он объяснял тем, что соответствующая деталь была утеряна. Мессиха сообщил, что изготовил модель саккарского артефакта и, снабдив её хвостовым стабилизатором, попытался показать, что она способна планировать, — как утверждается в его статье, «я не без удивления обнаружил, что, если её запустить рукой, она способна пропланировать в воздухе несколько ярдов».
Это утверждение, однако, опроверг Мартин Грегори (Martin Gregorie) — специалист в области конструирования, строительства и пилотирования планеров, занимавшийся этим более 30 лет. На основании опубликованных чертежей Грегори изготовил копии «саккарской птицы» и провёл серию испытаний, в результате которых он пришёл к следующим выводам: «Саккарская птица никогда не летала. Она абсолютно неустойчива без хвостового стабилизатора. При поверхностном исследовании фотографий становится видно, что у неё его никогда не было. Даже после установки хвостового стабилизатора характеристики планирования были неутешительными. Саккарская птица, безусловно, никогда не являлась опытным образцом низкоскоростного грузового летательного аппарата. Из модели получается отличный флюгер. Он прямо и устойчиво указывает направление ветра, не болтаясь из стороны в сторону».
Научное сообщество в целом отвергает гипотезу Халиля Мессихи. Согласно другим высказывавшимся предположениям, фигурка может быть предметом культа бога-сокола (Хор или Ра), подобием бумеранга или игрушкой.
Тем не менее «саккарская птица» продолжает упоминаться в различных публикациях о нерешённых вопросах археологии, которые стремятся доказать, что люди древности обладали гораздо более глубокими познаниями в науке и технике, чем принято считать.